# 松ヶ崎 (京都市)

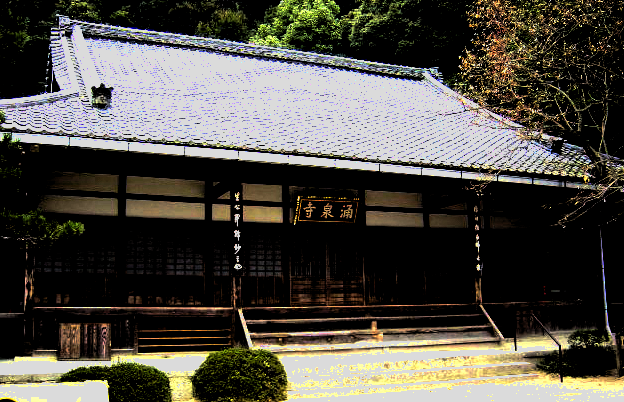
涌泉寺

松ヶ崎（まつがさき）は、京都盆地北東部の高野川の西岸の北側に広がる地域である。京都市左京区に属する。

## 歴史
日本の首都が平安京に移る頃から史書に登場する。松ヶ崎では。現在の妙・法の山の麓に寺院（松崎廃寺）が建てられ、初め天台宗の寺院として創建されたが、後に日蓮宗に改宗した。その為、現在でも旧家の大部分は日蓮宗を信仰している。しかし、昔はやはりのどかな農村地帯で、天皇の領地があった。また、平安時代から景勝地としても知られており、で言及さ。
中世後期には京都に近いこともあり、愛宕郡松崎郷は複数の寺社や武家の所領が入り組んでいて度々訴訟も発生していた。戦国時代には室町幕府の幕臣である三淵晴員・藤英父子が松崎郷に5段（10石）相当の知行を有していたことが知られ、後に藤英が織田信長に自害を命じられると、その所領が没収されて公家の藤波康忠に与えられた。
江戸時代に第108代天皇である後水尾天皇が現在の松ヶ崎小学校校地にあった妙泉寺に行幸に訪れ、「御幸の松」として知られていた松のたもとに座ったという伝承がある。
松崎山涌泉寺は1918年(大正7年）5月、松ヶ崎にあった同じ日蓮宗の妙泉寺と本涌寺が合体して、両者の寺名をとって成立した日蓮宗の寺院である。ただし、当寺の現在地はかっての本涌寺の寺地にあたる。一方、妙泉寺は京都市立松ヶ崎小学校の校地となっている場所にあった。
江戸時代以降は愛宕郡蓼倉郷松ヶ崎村に属していたが、1931年（昭和6年）4月1日に京都市左京区に編入された。1925年（大正14年）9月27日には京都電燈が経営する叡山電鉄平坦線の修学院駅が隣村の修学院村に開業し、1934年（昭和9年）には北大路通が整備されるとともに京都市電北大路線が高野まで開通して交通の便が良くなり、これを契機として住宅地の開発が進んだ。
2011年5月22日に旧京都簡易保険会館跡地となる現在地へ左京区総合庁舎の庁舎が移転となった。

## 地理
中部に北山通・南部に北泉通が横断し、南端には琵琶湖疏水分線が横切る。東端の高野川対岸沿いに川端通が延びている。また、西端には国立京都国際会館・岩倉方面へと続く宝ヶ池通がある。南西部には松ヶ崎通と北泉通が交差している。北山通沿いには京都市営地下鉄烏丸線の松ヶ崎駅がある。の岩倉との間には小高い山があり、宝が池公園と五山送り火の妙の宇山（西山）と法の宇山（東山）がある。

### 町名
- 松ケ崎泉川町（-いずみがわちょう）
- 松ケ崎壱町田町（-いっちょうだちょう）
- 松ケ崎井出ケ海道町（-いでがかいどうちょう）
- 松ケ崎井出ケ鼻町（-いでがはなちょう）
- 松ケ崎今海道町（-かいどうちょう）
- 松ケ崎海尻町（-かいじりちょう）
- 松ケ崎河原田町（-かわらだちょう）
- 松ケ崎北裏町（-きたうらちょう）
- 松ケ崎木燈篭町（-とうろうちょう）
- 松ケ崎木ノ本町（-きのもとちょう）
- 松ケ崎久土町（-くどちょう）
- 松ケ崎雲路町（-くもじちょう）
- 松ケ崎鞍馬田町（-くらまだちょう）
- 松ケ崎小竹藪町（-こたけやぶちょう）
- 松ケ崎小脇町（-こわきちょう）
- 松ケ崎御所海道町（-ごしょかいどうちょう）
- 松ケ崎御所ノ内町（-ごしょのうちちょう）
- 松ケ崎桜木町（-さくらぎちょう）
- 松ケ崎三反長町（-さんたんおさちょう）
- 松ケ崎芝本町（-しばもとちょう）
- 松ケ崎修理式町（-しゅうりしきちょう）
- 松ケ崎正田町（-しょうでんちょう）
- 松ケ崎杉ケ海道町（-すぎがかいどうちょう）
- 松ケ崎総作町（-そうさくちょう）
- 松ケ崎糺田町（-ただすでんちょう）
- 松ケ崎堂ノ上町（-どうのうえちょう）
- 松ケ崎中海道町（-なかかいどうちょう）
- 松ケ崎中町（-なかまち）
- 松ケ崎西池ノ内町（-いけのうちちょう）
- 松ケ崎西桜木町（-にしさくらぎちょう）
- 松ケ崎西町（-にしまち）
- 松ケ崎橋上町（-はしのうえちょう）
- 松ケ崎東池ノ内町（-ひがしいけのうちちょう）
- 松ケ崎東桜木町（-ひがしさくらぎちょう）
- 松ケ崎東町（-ひがしまち）
- 松ケ崎樋ノ上町（-ひのうえちょう）
- 松ケ崎平田町（-ひらたちょう）
- 松ケ崎堀町（-ほりまち）
- 松ケ崎南池ノ内町（-みなみいけのうちちょう）
- 松ケ崎村ケ内町（-むらがうちちょう）
- 松ケ崎柳井田町（-やないだちょう）
- 松ケ崎横縄手町（-よこなわてちょう）
- 松ケ崎呼返町（-よびかえりちょう）
- 松ケ崎六ノ坪町（-ろくのつぼちょう）

## 諸施設・機関等
- 京都市営地下鉄烏丸線 松ヶ崎駅